# Lutypha
Lutypha is een monotypisch geslacht van schimmels behorend tot de familie Typhulaceae. Het bevat alleen de soort Lutypha sclerotiophila.